# Edwin O'Brien
Edwin Frederick O'Brien, né le 8 avril 1939 à New York, est un cardinal catholique américain, archevêque de Baltimore puis grand maître de l'ordre équestre du Saint-Sépulcre de Jérusalem de 2011 à 2019.

## Biographie

### Prêtre
Edwin O'Brien est ordonné le 29 mai 1965 pour l'archidiocèse de New York.
De 1990 à 1994, il est recteur du Collège pontifical nord-américain. 

### Évêque
Le 6 février 1996, Jean-Paul II le nomme évêque titulaire de Thizica (de) et évêque auxiliaire de New York. Il est consacré le 25 mars 1996 par le cardinal John Joseph O'Connor, archevêque de New York.
Un an plus tard, le 7 avril 1997, il est nommé archevêque coadjuteur puis le 12 août archevêque aux armées américaines.
Le 12 juillet 2007, il est transféré au siège primatial de Baltimore. 
Benoît XVI l'appelle à Rome le 29 août 2011 comme pro-grand maître de l'ordre équestre du Saint-Sépulcre de Jérusalem.

### Cardinal
Il est créé cardinal par Benoît XVI le 18 février 2012 avec le titre de cardinal-prêtre de San Sebastiano al Palatino.
Il est nommé grand maître de l'ordre le 15 mars 2012, quelques semaines après sa création cardinalice.
Il participe au conclave de 2013 qui voit l'élection du pape François.
Le 22 août 2018, il est cité dans une lettre du nonce Carlo Maria Viganò comme « appartenant au courant homosexuel ».
Il atteint la limite d'âge le 8 avril 2019, ce qui l'empêche de participer aux votes du prochain conclave. Il est remplacé à la tête de l'ordre du Saint-Sépulcre le 8 décembre 2019 par le cardinal Fernando Filoni.